# Phạm Văn Rạnh
Phạm Văn Rạnh (sinh 1960) là một chính khách Việt Nam. Ông từng là Ủy viên Trung ương Đảng khóa XII, Bí thư Tỉnh ủy, Chủ tịch Hội đồng nhân dân tỉnh Long An.

## Sự nghiệp
Tháng 10 năm 2015 tại Đại hội Đảng bộ tỉnh Long An lần thứ X, nhiệm kỳ 2015-2020 ông được bầu giữ chức Bí thư Tỉnh ủy.. Tại Đại hội XII, ông được bầu vào Ban Chấp hành Trung ương Đảng.